# تشو مان سيك
تشو مان سيك (بالكورية: 조만식)‏، اسم القلم كودانج) (1 فبراير 1883 – أكتوبر؟ 1950) كان ناشطًا قوميًا في حركة استقلال كوريا انخرط في صراع السلطة الذي أطاح بكوريا الشمالية في الأشهر التي تلت الاستسلام الياباني بعد الحرب العالمية الثانية. في الأصل كان تشو مدعومًا من الاتحاد السوفيتي لحكم كوريا الشمالية ومع ذلك، بسبب معارضته للوصاية، فقد تشو الدعم السوفيتي وأجبره الشيوعيون المدعومون من الاتحاد السوفيتي في الشمال على الخروج من السلطة. وبعد أن وضع قيد الإقامة الجبرية في يناير 1946، اختفى لاحقًا ويُعتقد أنه أُعدم في سجون كوريا الشمالية بعد فترة قصيرة من بدء الحرب الكورية.

## النشأة
وُلد تشو في كانغسو-غون بمقاطعة بيينغان الجنوبية، الآن في كوريا الشمالية في 1 فبراير 1883. لقد نشأ وترعرع بأسلوب كونفوشيوسي تقليدي لكنه تحول فيما بعد للبروتستانتية وأصبح شيخًا. انتقل تشو إلى اليابان من يونيو 1908 إلى 1913 لدراسة القانون في طوكيو بجامعة ميجي. وخلال إقامته في طوكيو، كان تشو على اتصال بأفكار المهاتما غاندي حول اللاعنف والاكتفاء الذاتي. استخدم تشو فيما بعد أفكار المعارضة اللاعنفية لمقاومة الحكم الياباني.

## حركة الاستقلال
بعد ضم اليابان لكوريا عام 1910، أصبح تشو مشاركًا بشكل متزايد في حركة استقلال بلاده. أدت مشاركته في حركة الأول من مارس إلى اعتقاله واحتجازه، بالإضافة إلى عشرات الآلاف من الكوريين الآخرين. كما أنه مشهور برفضه العلني لسياسة الحكومة الإمبراطورية اليابانية المتمثلة في الضغط على الكوريين من أجل تغيير أسمائهم القانونية إلى اليابانية. في عام 1922، أسس تشو جمعية ترويج المنتجات الكورية بهدف تحقيق الاكتفاء الذاتي الاقتصادي، وأن الكوريين يمكنهم الحصول على المنتجات المنزلية فقط. قصد تشو أن تكون الجمعية حركة وطنية تدعمها جميع المنظمات الدينية والفئات الاجتماعية، وخاصة الكوريين العاديين. نظرًا لجمعيته التي تروج المنتجات الكورية، ومقاومته القوية غير العنيفة، وقيادته بالقدوة بدلًا من السلطة السياسية أو الاجتماعية، اكتسب تشو الاحترام حتى من النقاد، وحصل على لقب «غاندي كوريا». ورغم هذا السجل، فإن تشجيعه على تجنيد الطلاب الكوريين في الجيش الياباني أكسبه سمعة مختلطة مع بعض زملائه من القوميين.

## نشاط ما بعد الحرب العالمية الثانية
في أغسطس 1945، ومع استسلام ياباني وشيك، اقترب حاكم بيونغيانغ من تشو وطلب منه تنظيم لجنة لتولي السيطرة والحفاظ على الاستقرار في فراغ السلطة الذي سيتبعه حتمًا. وافق تشو على التعاون، وفي 17 أغسطس 1945 شُكلت اللجنة الشعبية المؤقتة للمقاطعات الخمس. عملت اللجنة على توحيد عدد الأعضاء والواجبات والعمليات الانتخابية لتشكيل اللجان الشعبية على مستوى المقاطعات والمدن والبلدات والبلدات والقرى. انضم تشو أيضًا إلى هذه اللجنة إلى لجنة تحضير الاستقلال الكوري. تتكون اللجنة الشعبية المؤقتة للمقاطعات الخمس عمومًا من قوميين يمينيين يعارضون الشيوعية.
كانت القوات السوفيتية عندما وصلت إلى بيونغيانغ بعد استسلام اليابان تأمل أن تتمكن من التأثير على تشو مان سيك. كان تشو في هذا الوقت هو القائد الأكثر شعبية في بيونغيانغ بسبب مقاومته المستمرة لليابانيين وتشكيله لجمعية ترويج المنتجات الكورية. التقى الضباط السوفييت بانتظام مع تشو وحاولوا إقناعه برئاسة إدارة كوريا الشمالية الناشئة. لكن تشو لم تعجبه الشيوعية ولم يثق في القوى الأجنبية. كان تشو مان سيك قد وافق على التعاون مع السلطات السوفيتية فقط بشروطه، مثل الحكم الذاتي الشامل. لم يتم قبول شروط تشو من قبل القادة السوفيت. ورغم رفضه للطلبات السوفيتية، فقد كان قادرًا على البقاء كرئيس للجنة الشعبية لجنوب بينجان.
في 3 نوفمبر 1945، أسس تشو أيضًا حزبه السياسي الخاص: الحزب الديمقراطي الكوري. في البداية، كان الهدف منه التحول إلى تنظيم سياسي أصيل لليمين القومي بهدف إقامة مجتمع ديمقراطي بعد الاحتلال الياباني. ومع ذلك، لم يوافق السوفييت على الحزب الديمقراطي الكوري، وبالتالي تم انتخاب تشوي يونغ كون النائب الأول لرئيس الحزب تحت الضغط الاشتراكي. كان تشوي يونغ كون جندي حرب عصابات خدم في اللواء الثامن والثمانين في الاتحاد السوفيتي وكان صديقًا لكم إل سونغ. لذلك تأثر الحزب بالمثل السوفيتية منذ البداية. 
تلاشى الإيمان السوفيتي بأن تشو مان سيك يمكن أن يصبح زعيما لكوريا الشمالية بالمثل السوفيتية وتم تعليق أمل جديد على الشيوعي الكوري كم إل سونغ. لقد تدرب كم إل سونغ في الجيش السوفيتي لمدة عشر سنوات، إلى رتبة الرائد. وتحت الضغط السوفيتي، اضطر تشو إلى إعادة تنظيم اللجنة الشعبية المؤقتة للمقاطعات الخمس، وقبول المزيد من الشيوعيين في المجالس. أدت أيديولوجيات كم وتشو المتعارضة إلى صدام بين الرجلين، وفشل اقتسام السلطة القسري في الجلوس بشكل جيد مع أي منهما.
ناقش مؤتمر موسكو عام 1945 بين الحلفاء المنتصرين حالة كوريا، واقترح الوصاية عليها من أربع قوى لمدة خمس سنوات، وبعدها ستصبح دولة مستقلة. بالنسبة إلى تشو، سينتج عن ذلك تأثير مفرط أجنبي، وخاصة شيوعي، على بلاده، حيث رفض التعاون. في 1 يناير 1946، التقى أندريه أليكسييفيتش رومانينكو، الزعيم السوفيتي، مع تشو وحاول إقناعه بالتوقيع على دعم الوصاية حيث رفض تشو. فقد القادة السوفييت كل الأمل المتبقي في أن يصبح تشو قائدًا كوريًا شماليًا بارزًا يعكس المثل السوفيتية بعد أن أدركوا أنهم لا يستطيعون إقناع تشو بتأييد الوصاية السوفيتية. في 5 يناير، قُبض على تشو على أيدي جنود سوفييت واحتُجز في فندق كوريو في بيونغيانغ.
لقد ظل لبعض الوقت في ظروف مريحة في فندق كوريو، ومن هذا المكان استمر في معارضة الشيوعيين بصوت عالٍ كما شارك في انتخابات عام 1948 لمنصب نائب الرئيس، ولكن بحلول ذلك الوقت كان النفوذ الشيوعي في شؤون البلاد قويًا للغاية، ولم ينجح، حيث حصل على 10 أصوات فقط من الجمعية الوطنية. تم نقل تشو في وقت لاحق إلى سجن في بيونغيانغ حيث انتهت التقارير المؤكدة بشأنه. يُعتقد أنه أُعدم مع سجناء سياسيين آخرين خلال الأيام الأولى من الحرب الكورية، ربما في أكتوبر 1950. فتحت إقالة تشو الطريق أمام كم إل سونغ لتعزيز سلطته في الشمال، وهو المنصب الذي استطاع الاحتفاظ به لمدة 48 عامًا حتى وفاته في عام 1994.

## الميراث
في عام 1970، حصلت أعمال تشو على اعتراف بعد وفاته عندما منحته حكومة كوريا الجنوبية وسام الاستحقاق للمؤسسة الوطنية. وطريقة التايكوندو كو دانغ سُميت تكريما له.

## قائمة المراجع
- Armstrong، Charles؛ Post، Jerrold (2004)، The North Korean Revolution, 1945-1950، Cornell University Press، ISBN:0-8014-8914-8
- Eckert، Carter (1990)، Korea, Old and New: A History، Seoul: The Korea Institute, Harvard University، ISBN:0-9627713-0-9
- Kim، Chun-gil (2005)، The History of Korea، London: Greenwood، ISBN:0-313-33296-7
- Lankov، Andrey (2002)، From Stalin to Kim Il Song، Hurst & Co، ISBN:1-85065-563-4
- Lee، Jong-soo (2006)، The Partition of Korea after World War II، Basingstoke: Palgrave Macmillan، ISBN:1-4039-6982-5
- Oliver، Robert (1989)، Leadership in Asia: Persuasive Communication in the Making of Nations, 1850-1950، University of Delaware Press، ISBN:0-87413-353-X
- Pratt، K.L.؛ Hoare، J.؛ Rutt، R. (1999)، Korea: A Historical and Cultural Dictionary، Routledge، ISBN:978-0-7007-0464-4
- Ree، Erik (1989)، Socialism in One Zone: Stalin's Policy in Korea, 1945-1947، Oxford: Berg، ISBN:0-85496-274-3
- Wells، Kenneth (1990)، New God, New Nation: Protestants and Self-reconstruction Nationalism in Korea, 1896-1937، Honolulu: University of Hawaii Press، ISBN:0-8248-1338-3